# カリエマ・アントマルチ
カリエマ・アントマルチ・オルテガ（Kaliema Antomarchi Ortega 1988年4月25日- ）はキューバ出身の柔道選手。階級は78kg級。

## 人物
2009年のユニバーシアード78kg級で3位になるが、世界選手権では7位だった。2012年のロンドンオリンピックには出場できなかったが、世界団体では3位となった。2013年の世界選手権では5位だった。2016年のリオデジャネイロオリンピックには復帰してきた北京オリンピック銀メダリストであるヤレニス・カスティージョに阻まれて出場できなかった。2017年の世界選手権では準々決勝で日本の梅木真美に三角絞で敗れるも、その後の3位決定戦で日本の佐藤瑠香を技ありで破って、29歳にして銅メダルを獲得した。2021年7月に日本武道館で開催された東京オリンピックでは5位になった。

## 主な戦績
- 2009年 -　ユニバーシアード　3位
- 2009年 -　世界選手権　7位
- 2012年 -　世界団体　3位
- 2013年 -　世界選手権　5位
- 2015年 - パンナム選手権　3位
- 2016年 - パンナム選手権　3位
- 2017年 - パンナム選手権　2位
- 2017年 - グランプリ・カンクン　3位
- 2017年 -　世界選手権　3位
- 2018年 -　パンナム選手権　優勝
- 2018年 -　グランプリ・カンクン　3位
- 2018年 -　グランドスラム・大阪　3位
- 2019年 - グランプリ・トビリシ　2位
- 2019年 - グランプリ・アンタルヤ　2位
- 2019年 - パンナム選手権　2位
- 2019年 - グランプリ・フフホト　3位
- 2019年 - グランプリ・ブダペスト　3位
- 2019年 - パンアメリカン競技大会　2位
- 2019年 - グランドスラム・ブラジリア　優勝
- 2020年 -　ベルギー国際　優勝
- 2020年 -　グランドスラム・パリ　3位
- 2021年 - パンナム選手権　2位
- 2021年 -　東京オリンピック　5位

(出典、JudoInside.com)